# Ambrosia (gruppo musicale)
Gli Ambrosia sono un gruppo rock statunitense formatosi nel 1970 a Los Angeles.
Il gruppo ha avuto successo nella seconda metà degli anni '70 e, dopo una pausa durata dal 1982 al 1989, ha ripreso la propria attività.

## Formazione

### Formazione attuale
- Joe Puerta - basso, voce, cori, chitarra (1970-1982, 1989-presente)
- Burleigh Drummond - batteria, voce, cori, percussioni (1970-1982, 1989-presente)
- Christopher North - tastiere, cori (1970-1977, 1978-1982, 1989-presente)
- Doug Jackson - chitarre, cori (2000-presente)
- Ken Stacey - voce, cori, percussioni, chitarra (2005-2009, 2014-presente)
- Mary Harris - tastiere, cori (2012-presente)

### Ex componenti
- David Pack - chitarre, voce, cori, tastiere (1970-1982, 1989-2000)
- Rick Cowling - voce, cori, tastiere, chitarra (2010-2013)
- David C. Lewis - tastiere (1978-1982)
- Royce Jones - voce, percussioni (1978-1982)
- Bruce Hornsby - tastiere, cori (1982)
- Cliff Woolley - chitarre (1980)
- Tollak Ollestad - voce, cori, tastiere, armonica (1989-2004)
- Shem Von Schroeck - voce, cori, percussioni, chitarra, basso (1989-2003)
- Robert Berry - voce, cori, chitarra (2004-2005)

## Discografia

### Album in studio
- 1975 - Ambrosia
- 1976 - Somewhere I've Never Travelled
- 1978 - Life Beyond L.A.
- 1980 - One Eighty
- 1982 - Road Island

### Album live
- 2002 - Live at The Galaxy

### Raccolte
- 1997 - Anthology
- 2002 - The Essentials
- 2003 - How Much I Feel and Other Hits